# 유기 (숙준)
유기(劉崎, ? ~ ?)는 후한 중기의 관료로, 자는 숙준(叔峻)이며 홍농군 화음현(華陰縣) 사람이다.

## 행적
영건 4년(129년), 종정에서 사도로 승진하였다.
양가 3년(134년), 하남·삼보(三輔) 지방에 가뭄이 크게 들었다. 유기는 책임을 물어 면직되었다.
아들 유관은 태위를 지냈다.

## 출전
- 범엽, 《후한서》 권6 효순효충효질제기

| 전임 유진 | 후한의 종정 ? ~ 129년 음력 12월 을묘일 | 후임 유총 |

| 전임 허경 | 후한의 사도 129년 음력 12월 을묘일 ~ 134년 음력 11월 임인일 | 후임 황상 |